# Grigorij Demidovtsev
Grigorij Demidovtsev (ryska: Григорий Демидовцев), ursprungligen Grigorij Anatoljevich Petrov, född 1960 i Leningrad, död 19 juni 2023, var en rysk författare inom fantasy-genren. Han skrev sju böcker, varav fem i serien Dödens fläkt och kärlekens evighet. 
Vissa händelser i Demidovtsevs böcker äger rum i fantasilandet Nevorus som upptar Ryska Federationens centrala del, Norden, Grönland, en del av Nordamerika och andra territorier. Demidovtsevs böcker räknas till genren historisk fantasy, men hans böcker rör sig också inom psykologism – den spänning man finner inom action-genren – och allt som är typiskt för deckare. Författaren fokuserade även på kärleksdrama. Det är balansen mellan historia (små vardagliga saker) och metafysik som kanske är mest typiskt för Demidovtsevs verk.

## Böcker
- Framtidens fläkt
- Det förflutnas fläkt
- Rus som vi inte har känt
- Evighetens fläkt
- Rosett
- Demonens frestelse
- Den svarta ängeln. Dödens båt
- Furstens narr

## Översättningar till andra språk
- Fantastic stories (Engelska)